# Чорич, Симун
Симун Чорич (Паоча, Читлук, 1 января 1949) — хорватский поэт, эссеист, писатель-путешественник, драматург и составитель антологий, академик (член-корреспондент Хорватской академии наук и искусств Боснии и Герцеговины). 

## Биография
Получил образование в Градничах, Читлуке, Сплите, Дубровнике (классическая гимназия), в Сараево (начало философских и теологических исследований), в Швейцарии (окончил факультет теологии в Люцерне), в США (изучал английский язык в Католическом университете Америки в Вашингтоне, округ Колумбия, две степени магистра психологии в Колумбийском университете в Нью-Йорке, год обучения в Детройтском университете в Детройте) и на философском факультете Загребского университета (докторская степень по клинической психологии). 
Известен как автор многочисленных книг литературного и научного содержания, а также целой серии аудиозаписей. Некоторые из его книг и текстов переведены на английский, французский, немецкий, итальянский, испанский и ряд других языков, и он является членом ряда международных профессиональных обществ. Его работы были включены в многочисленные отечественные и зарубежные антологии, в том числе самые престижные, например, в «Золотую книгу хорватской поэзии от истоков до наших дней» (Павлетич, Загреб, 1991), в американские «Великие поэмы западного мира» (Э.К. Коул, Сакраменто, Калифорния, 1980) и «Американские поэты и их поэмы» (Ф. Шоу, Нью-Йорк, 1982), в «ПЕН-антологию» швейцарского ПЕН-клуба (Цюрих, 1998), членом которого он является с 1986 года, и в «Общество американских поэтов» с 1981 года. Нет сомнений, что редко какой-либо другой хорватский писатель был связан с писателями из столь разных народов и культур мира, как Чорич. Помимо периодических выступлений с лекциями, организованных различными национальными и международными учреждениями, Чорич является преподавателем (в научном и преподавательском звании полного профессора) психологии в университетах Мостара (педагогический факультет) и Загреба (философский факультет), а также в течение семи-восьми лет преподавал в университетах Задара и Осиека (философский факультет). 
С 1994 по 2005 год он занимал пост президента, а с тех пор и спикера Всемирного хорватского конгресса, который, являясь крупнейшей хорватской международной организацией и членом ООН, объединяет многочисленные хорватские учреждения во всех странах мира, где хорваты и их потомки проживают в значительном количестве. 
Он проживает в Швейцарии, где в течение двух сроков занимал должность национального координатора Хорватских католических миссий в этой стране, а в настоящее время является главой Хорватских католических миссий в Золотурне.